# Bisdom Gallup
Het bisdom Gallup (Latijn: Dioecesis Gallupiensis) is een rooms-katholiek bisdom met als zetel Gallup, in de Amerikaanse staat New Mexico. Het bisdom is suffragaan aan het aartsbisdom Santa Fe. 

## Geschiedenis
De eerste missionarissen in het gebied waren franciscanen, die in de 16e eeuw vanuit Mexico het gebied binnenkwamen. In de volgende eeuw werden verschillende franciscanen gedood bij opstanden van de inheemse inwoners tegen de Spaanse kolonisator. Na de Mexicaanse onafhankelijkheid in 1821 werden veel missionarissen uitgewezen en kwamen de missieposten in verval. Pas de na aanhechting bij de Verenigde Staten werd er weer werk gemaakt van de kerkelijke organisatie. Midden 19e eeuw werd het bisdom Santa Fe opgericht. Gallup zelf ontstond in de jaren 1880 rond steenkoolmijnen en de spoorweg. Een eerste katholieke kerk in Gallup werd gebouwd in 1899. 
Het bisdom werd opgericht op 16 december 1939, uit delen van het aartsbisdom Santa Fe en het bisdom Tucson. Bij de oprichting werden vooral county's met een grote inheemse bevolking gekozen, met daarbij reservaten van de Hopi en de Navajo. Het bisdom telde toen ongeveer 30.000 katholieken waarvan 23.000 van Spaans-Mexicaanse origine waren. Tegen 1967 waren er ongeveer 79.000 katholieken.
Op 28 juni 1969 verloor het gebied bij de oprichting van het bisdom Phoenix. 

## Parochies
Het bisdom had in 2021 een oppervlakte van 143.648 km2 en telde 529.960 inwoners waarvan 12,5% rooms-katholiek was.

## Bisschoppen
- Bernard Theodore Espelage (20 juli 1940 - 25 augustus 1969)
- Jerome Joseph Hastrich (25 augustus 1969 - 20 maart 1990)
- Donald Edmond Pelotte (20 maart 1990 - 30 april 2008; coadjutor sinds 24 februari 1986)
  - Thomas James Olmsted (apostolisch administrator: 3 januari 2008 - 5 februari 2009)
- James Sean Wall (5 februari 2009 - heden)

## Galerij van afbeeldingen

Wapen van het bisdom
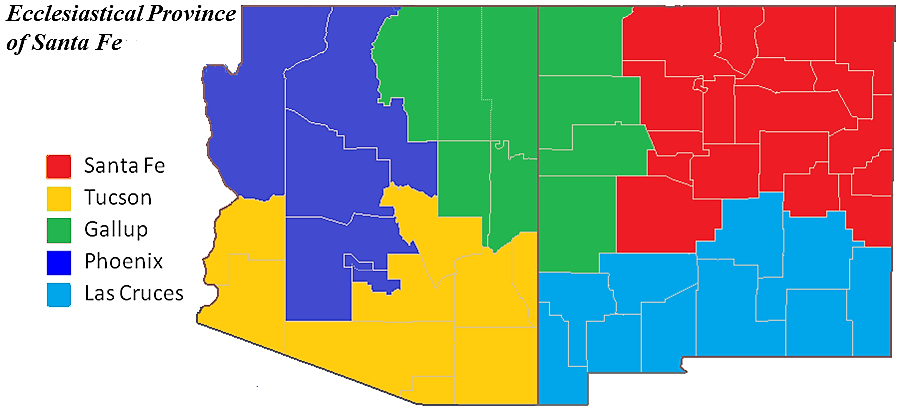
Kerkprovincie met aartsbisdom en suffragane bisdommen
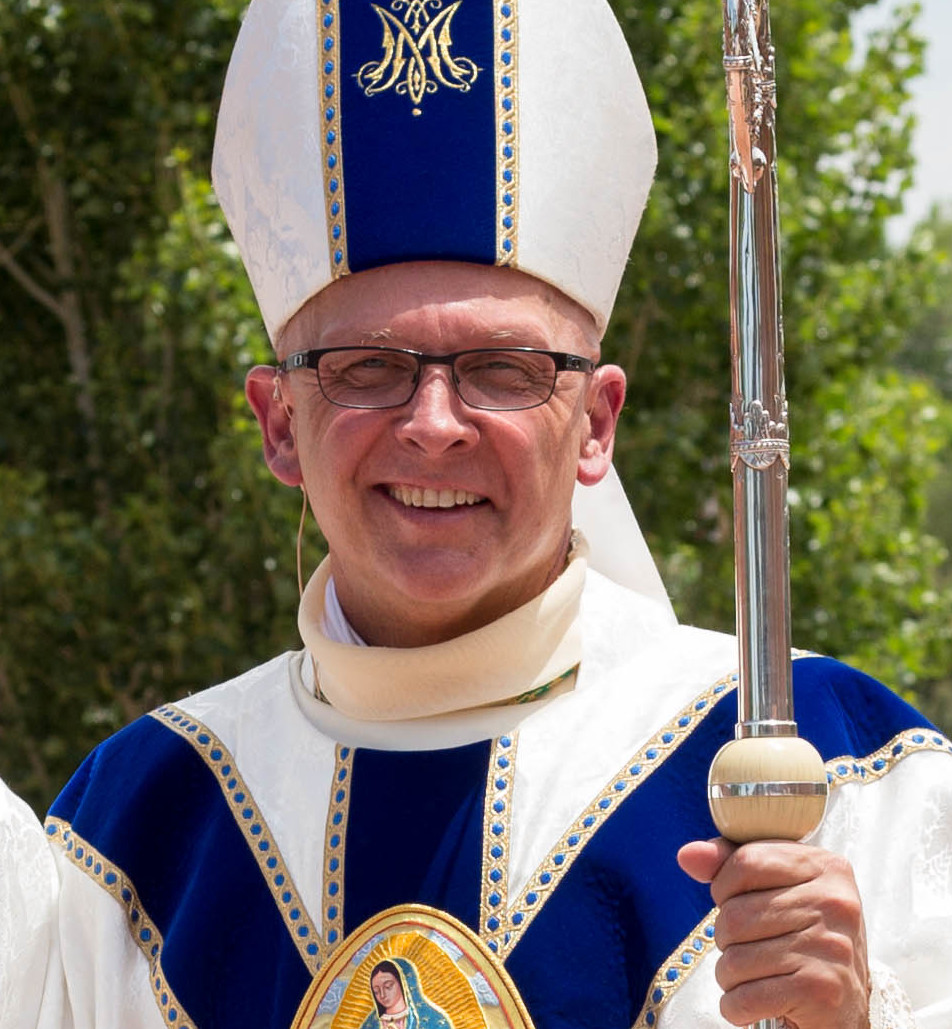
Bisschop James Sean Wall (2009-heden)

Santa Fe (aartsbisdom) · Gallup · Las Cruces · Phoenix · Tucson